# Trinitapoli
Trinitapoli város (közigazgatásilag comune) Olaszország Puglia régiójában, Barletta-Andria-Trani megyében.

## Fekvése
Barlettától északnyugatra fekszik.

## Története
A települést a 17. században alapították abruzzói pásztorok. A Szentháromságról nevezték el.

## Népessége
A lakosság számának alakulása:

## Főbb látnivalói
- Santuario della Beata Maria Vergine di Loreto - a város védőszentje tiszteletére emelt templom.